# Licenca CEPT
Radioamaterska CEPT licenca je licenca ki radioamaterju dovoljuje uporabo radioamaterskih radijskih frekvenc. Ime je dobilo po Evropski konferenci poštnih in telekomunikacijskih administracij (ang. European Conference of Postal and Telecommunications Administrations), kjer je bil leta 1959 sklenjen dogovor o registraciji radijskih postaj.